# الفی هاپکینز
اِلفی هاپکینز (انگلیسی: Elfie Hopkins) یک فیلم ترسناک و درام به کارگردانی رایان اندروز است که در سال ۲۰۱۲ منتشر شد.

## بازیگران
- جیمی وینستون
- ری وینستون
- استیون مکینتاش
- روپرت اوانس
- کیت ماگووان
- آنورین برنارد
- کیمبرلی نیکسون
- گوئینت کی‌ورث